# Hervé Trioreau
Hervé Trioreau (1974) es un artista multidisciplinar francés que trabaja bajo el nombre TTrioreau. Vive y trabaja en Francia.

## Trayectoria
Su obra abarca la arquitectura, el cine, la performance y diversos proyectos relacionados con las nuevas y viejas artes. Sus propuestas se inscriben en una reflexión vinculada a la naturaleza de la red urbana. Realizó diversas residencias para artistas, las más recientes de las cuales en Ateliers Internationaux, Países del Loira, Carquefou, Francia (2005 - 2006) y New Territories Hong Kong, China.
Participó en festivales como Next 5 Minutes 4 en Ámsterdam (Holanda, 2003) y Media Arquitecture, (Letonia, 2003). Su obra ha sido ampliamente expuesta. De manera individual pueden mencionarse entre las exhibiciones más recientes The Sarajevo Holiday Inn on Fire, Galeries du Cloître, École des beaux-arts, Rennes (2006), DV, Le Transpalette, Bourges (2006) y Prysm, Association Entre-deux, Nantes (2005).
Entre las exposiciones colectivas realizadas están Exhibition, La Générale, París (2007), Cosa Nostra, Glassbox, París (2006) y Super, Frac, Carquefou (2006). Su obra ha sido también objeto de numerosos premios y reconocimientos, como la Aide à la maquette - DICREAM CNC/DAP (2005 - 2006) y Villa Medici hors-les-murs, AFAA, Hong Kong, China (2004-2006), entre otros.
- Datos: Q3134658